# Mónica van Campen
Mónica van Campen (* 16. November 1974 in Terrassa) ist eine spanische Schauspielerin und Model. Sie spielte in  spanischen Produktionen wie La que se avecina, El comisario, Hospital Central, Makinavaja und Princesas.

## Biografie
Campen hat seit ihrer Jugend als Model und Schauspielerin gearbeitet. In den 1990er Jahren trat sie in vielen Werbeclips auf. Sie trat an mehreren spanischen Fernsehserien auf und einige davon liefen im Sender TV3. In der Serie Mi querido Klikowsky spielte Campen in der Hauptrolle. Die Serie lief auf dem Sender ETB 2.

## Filmografie
Filme
- 1995: Palace
- 1995: Atolladero
- 1995: Aquí hacemos los sueños realidad
- 1996: Asunto interno
- 2000: Tomándote[2]
- 2000: Faust - Love of the Damned
- 2002: Alas rotas[3]
- 2003: Comarcal 130
- 2004: Inconscientes
- 2004: Cota roja
- 2005: Princesas
- 2007: Juego
- 2009: 9
- 2013: Una hora[4]

Serien
- 1994: Estació d'enllaç
- 1999: Sota el signe de...
- 1999: Platos sucios
- 2001: Policías, en el corazón de la calle
- 2003–2006: El comisario
- 2004: Los 80
- 2004: Hospital Central
- 2007: Lo Cartanyà
- 2005–2008: Mi querido Klikowsky